# Homoneura philadelphica
Homoneura philadelphica is een vliegensoort uit de familie van de Lauxaniidae. De wetenschappelijke naam van de soort is voor het eerst geldig gepubliceerd in 1843 door Macquart.